# Fürstenau (Grisones)
Fürstenau (en romanche Farschno) es una comuna suiza del cantón de los Grisones, situada en la región de Viamala. Limita al norte con las comunas de Pratval y Almens, al este con Scharans, al sur con Sils im Domleschg y Thusis, y al oeste con Cazis.